# 慶北大學

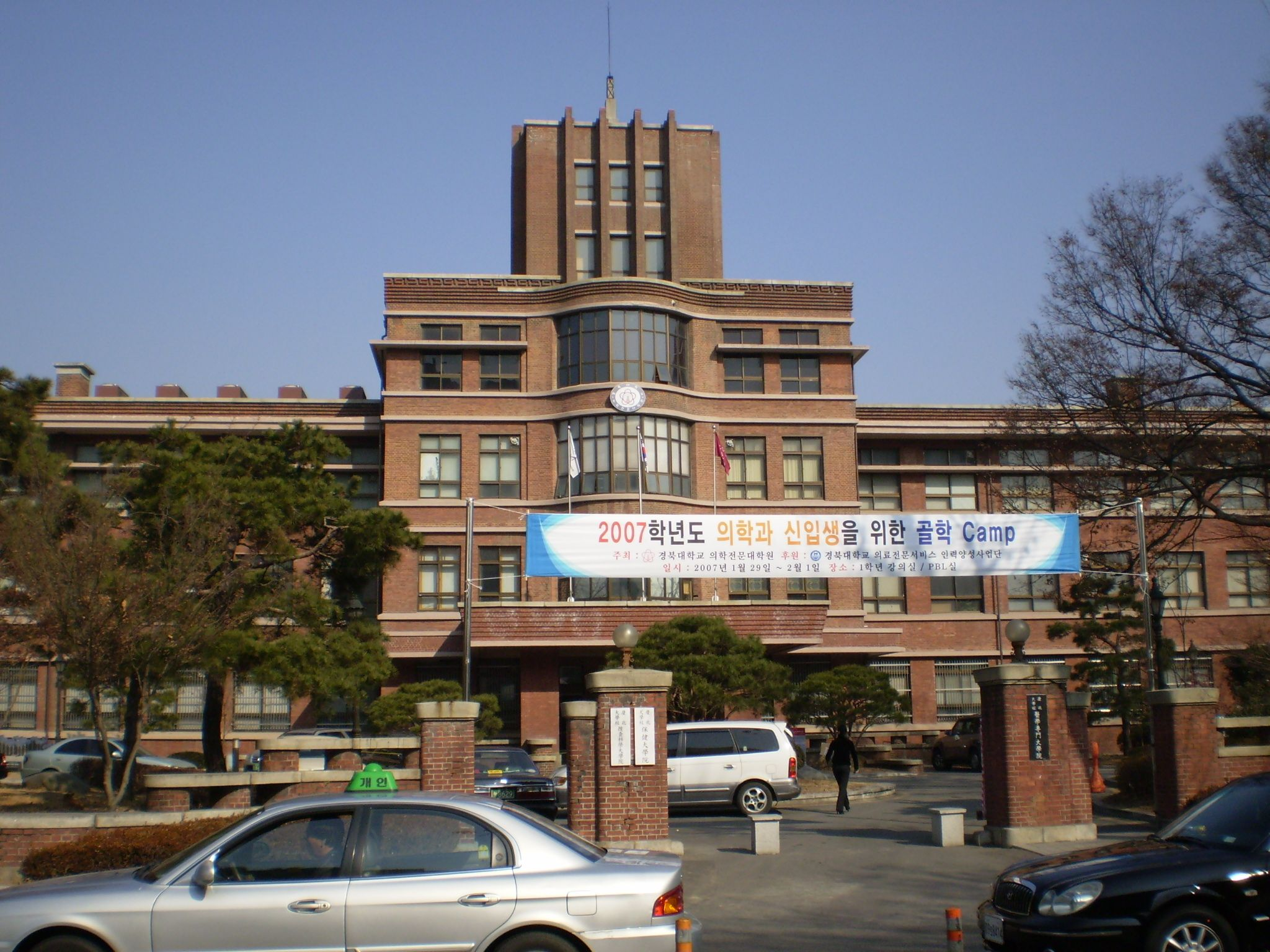
慶北大學

慶北大學（韓語：경북대학교），又称庆北国立大学、庆北大学校，位於大韓民國大邱廣域市北區，是韩国10所国立旗舰大学之一。分为大邱北区主校区，大邱中区医学护理校区和庆尚北道尚州市校区。
该校在2014年QS世界大学排名中排名551-600， 亚洲排名第85。
2024年QS世界大学排名中排名516,连续多年超越同类型国立大学。在首尔大学取消“国立头衔”以后，该校常年宣称为“韩国国立第一大学”。
校方在2004年5月27日成立了“慶北大學新聞放送社 （页面存档备份，存于）”，把製作的節目於北區及互聯網上廣播，以使學生更為真實的實習環境。

## 历史
庆北国立大学医学院始建于1923年。庆北国立大学成立于1946年9月，由大邱的教育学院、医学院和农学院升格为国立大学。1951年10月，教育学院、医学院、农学院、文理学院和法学院与政治学院合并为庆北国立大学。工程学院和牙科学院等其他院系相继成立，形成了现在的大学。

## 本科课程
人文学院
社会科学学院
自然科学学院
经济与工商管理学院
工程学院
信息技术工程学院
农业与生命科学学院
音乐与艺术学院
师范学院
医学院
牙科学院
兽医学院
人类生态学院
护理学院
药学院
尖端技术融合学院
生态与环境科学学院
科技学院
公共管理学院

## 研究生课程
工商管理研究生院
教育研究生院
法医学与侦查科学研究生院
产业研究生院
国际关系研究生院
政策信息研究生院
公共行政研究生院
公共卫生研究生院
智能农业、食品与生物融合研究生院
理工学研究生院
数据科学研究生院
法学院
植物保护检疫研究生院
临床护理研究生院

## 轶事
庆北大学“庆北”二字，本意突出该校为“韩国庆尚北道中最好的大学”，校徽取自庆州代表性遗迹“瞻星台”
大韩民国第5至9届总统朴正熙为该校校友（原“大邱师范学校”后合并于庆北大学）
校园操场喷有Korean No.1 University漆，因缩写“KNU”与 “Kyungpook National University” 同字
，故常有“对内第一，对外国立”的调侃流传与师生间。

## 外部連結
- 慶北大學網址 （页面存档备份，存于）
- 慶北大學國際交流中心 （页面存档备份，存于）
- 慶北大學中央圖書館 （页面存档备份，存于）

1. ↑  KNU Statistics, .   [2011-05-30]. （原始内容存档于2011-07-22）. students include one doctoral-postgraduate combination student
2. ↑  2010年QS世界大学排名[永久]
3. ↑  .   [2011-06-12]. （原始内容存档于2011-05-26）.